# Aptesis atrox
Aptesis atrox är en stekelart som beskrevs av Henry Keith Townes, Jr. 1962. Aptesis atrox ingår i släktet Aptesis och familjen brokparasitsteklar. Inga underarter finns listade.